# Urbancrest
Urbancrest és una vila dels Estats Units a l'estat d'Ohio. Segons el cens del 2000 tenia 868 habitants.

## Demografia
Segons el cens del 2000, Urbancrest tenia 868 habitants, 321 habitatges, i 234 famílies. La densitat de població era de 761,7 habitants/km².
Dels 321 habitatges en un 47,4% hi vivien nens de menys de 18 anys, en un 24,6% hi vivien parelles casades, en un 42,4% dones solteres, i en un 26,8% no eren unitats familiars. En el 24,3% dels habitatges hi vivien persones soles el 10,3% de les quals corresponia a persones de 65 anys o més que vivien soles. El nombre mitjà de persones vivint en cada habitatge era de 2,7 i el nombre mitjà de persones que vivien en cada família era de 3,2.
Per edats la població es repartia de la següent manera: un 41,8% tenia menys de 18 anys, un 9% entre 18 i 24, un 22,4% entre 25 i 44, un 16,9% de 45 a 60 i un 9,9% 65 anys o més.
L'edat mediana era de 24 anys. Per cada 100 dones de 18 o més anys hi havia 62,4 homes.
La renda mediana per habitatge era de 20.333 $ i la renda mediana per família de 23.929 $. Els homes tenien una renda mediana de 27.500 $ mentre que les dones 25.268 $. La renda per capita de la població era de 10.003 $. Aproximadament el 30,6% de les famílies i el 32,7% de la població estaven per davall del llindar de pobresa.

## Poblacions properes
El següent diagrama mostra les poblacions més properes.